# Habronattus ophrys
Habronattus ophrys es una especie de araña saltadora del género Habronattus, familia Salticidae. Fue descrita científicamente por Griswold en 1987.
Habita en los Estados Unidos. La araña es de color negro, con el centro anaranjado.